# Hood River County
Hood River County ist ein County im US-Bundesstaat Oregon der Vereinigten Staaten. Das U.S. Census Bureau hat bei der Volkszählung 2020 eine Einwohnerzahl von 23.977 ermittelt. Der Verwaltungssitz (County Seat) ist Hood River. In der Nähe des Ortes Hood River mündet der Hood River in den Columbia.

## Geographie
Das County hat eine Fläche von 840 Quadratkilometern, wovon 29 Quadratkilometer Wasserfläche sind. Im Jahr 2003 lebten hier 20.760 Einwohner.
Hood River County ist ein sogenanntes Home Rule County, das heißt die Regularien werden – soweit zulässig – selbst festgelegt (County Charter). Es gibt vier Distrikte, die je einem Kommissionär (commissioner) unterstehen.

## Geschichte
Hood River County wurde am 23. Juni 1908 gebildet und nach dem Hood River benannt, dessen Name auf Admiral Samuel Hood, 1. Viscount Hood zurückgeht.
Im County liegt eine National Historic Landmark, der Historic Columbia River Highway. 36 Bauwerke und Stätten des Countys sind im National Register of Historic Places (NRHP) eingetragen (Stand 12. Juli 2018).

## Politik
Zur Wahl stehen insgesamt fünf Kommissionäre, da es noch einen Vorsitzenden (chair) gibt. Dieser hat eine Amtszeit von zwei Jahren, während die anderen im Vierjahresrhythmus gewählt werden. Der Vorsitzende wird im November eines solchen Turnus gewählt. Die Kommissionäre gemeinsam bilden den Vorstand der Kommissionäre (Board of Commissioners). Aufgabe ist die Darbringung von Leistungen der öffentlichen Hand im Rahmen der Kreisverwaltung.

## Wirtschaft
Wirtschaftsfaktoren des Kreises sind die Landwirtschaft (unter anderem Weinbau, Obstplantagen) und der Tourismus (Wassersport, Alpinsport).

## Demografische Daten

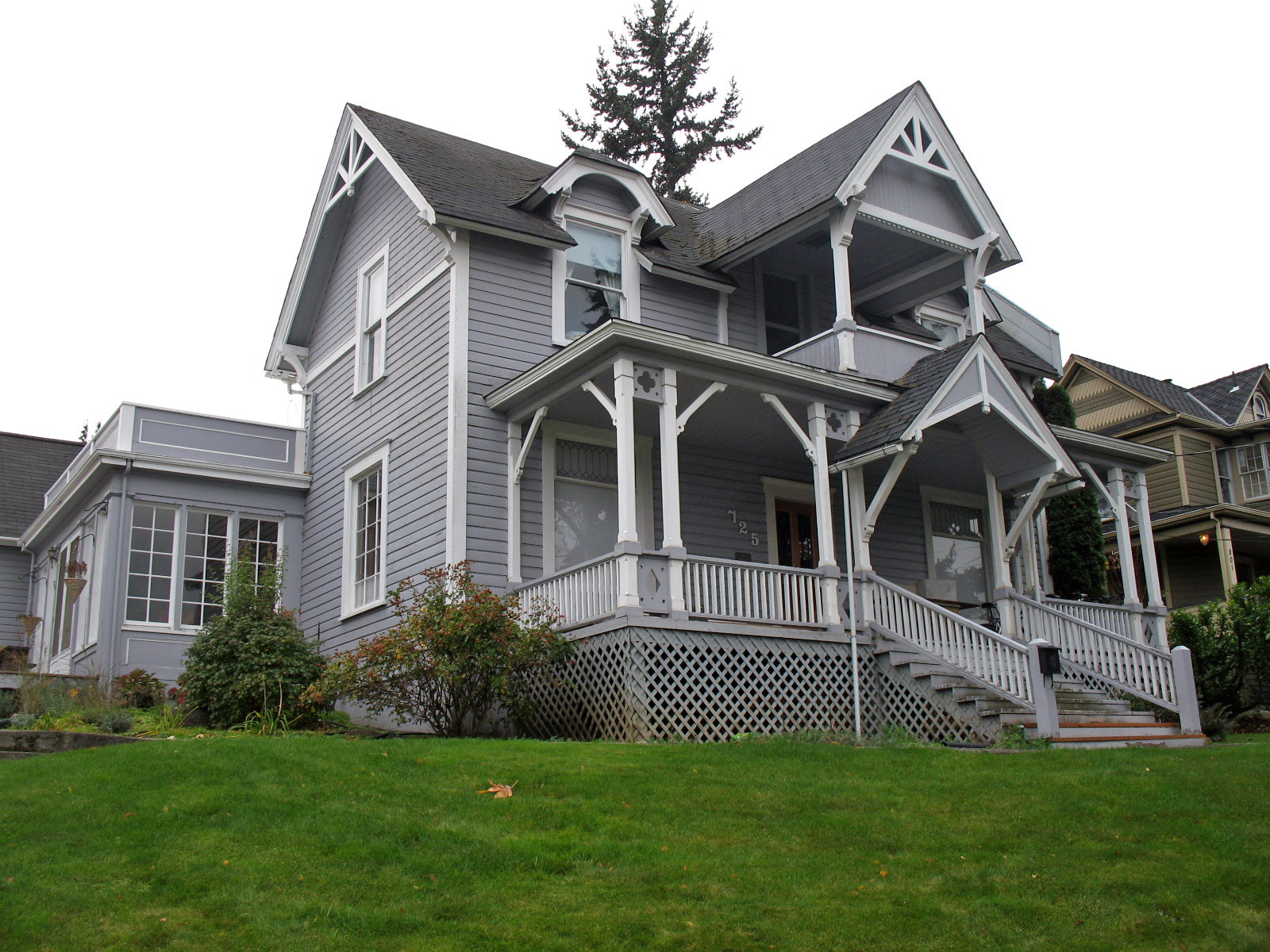
Das Davidson-Childs House, gelistet im NRHP mit der Nr. 89001864

Nach der Volkszählung im Jahr 2000 lebten im County 20.411 Menschen. Es gab 7248 Haushalte und 5175 Familien. Die Bevölkerungsdichte betrug 15 Einwohner pro Quadratkilometer. Ethnisch betrachtet setzte sich die Bevölkerung zusammen aus 78,87 % Weißen, 0,57 % Afroamerikanern, 1,12 % amerikanischen Ureinwohnern, 1,47 % Asiaten, 0,12 % Bewohnern aus dem pazifischen Inselraum und 15,37 % Prozent aus anderen ethnischen Gruppen; 2,46 % stammten von zwei oder mehr ethnischen Gruppen ab. 25,02 % der Bevölkerung waren spanischer oder lateinamerikanischer Abstammung.
Von den 7248 Haushalten hatten 35,70 % Kinder und Jugendliche unter 18 Jahre, die bei ihnen lebten. 58,60 % waren verheiratete, zusammenlebende Paare, 8,80 % waren allein erziehende Mütter. 28,60 % waren keine Familien. 22,70 % waren Singlehaushalte und in 9,90 % lebten Menschen im Alter von 65 Jahren oder darüber. Die Durchschnittshaushaltsgröße betrug 2,70 und die durchschnittliche Familiengröße lag bei 3,15 Personen.
Auf das gesamte County bezogen setzte sich die Bevölkerung zusammen aus 28,00 % Einwohnern unter 18 Jahren, 8,20 % zwischen 18 und 24 Jahren, 29,40 % zwischen 25 und 44 Jahren, 21,50 % zwischen 45 und 64 Jahren und 12,90 % waren 65 Jahre alt oder darüber. Das Durchschnittsalter betrug 35 Jahre. Auf 100 weibliche Personen kamen 98,90 männliche Personen, auf 100 Frauen im Alter ab 18 Jahren kamen statistisch 99,20 Männer.

Das jährliche Durchschnittseinkommen eines Haushalts betrug 38.326 USD, das Durchschnittseinkommen der Familien betrug 41.422 USD. Männer hatten ein Durchschnittseinkommen von 31.658 USD, Frauen 24.382 USD. Das Prokopfeinkommen betrug 17.877 USD. 14,20 % der Bevölkerung und 9,80 % der Familien lebten unterhalb der Armutsgrenze. 17,30 % davon waren unter 18 Jahre und 7,80 % waren 65 Jahre oder älter.